# Hyracoidea
Los hiracoideos (Hyracoidea), son un orden de mamíferos placentarios que comprenden seis especies vivas agrupadas en tres géneros y una sola familia viva (Procaviidae). Se conocen comúnmente como damanes. Se originaron en África hace cincuenta millones de años (Eoceno), y actualmente se extienden por toda África y la península arábiga.
Se ha sugerido que los parientes más próximos a los hiracoideos  son los tetiterios pero este debate no está cerrado del todo. Junto con este taxón los proboscidea y otros extintos, los tetiterios forman el clado de los penungulados, que según los datos genéticos moleculares queda clasificado dentro del superorden de los afroterios. Estas son las relaciones dentro de este grupo de mamíferos:
Los notoungulados, Notoungulata un orden de los meridiungulados, Incluye dentro de los hegetoterios a muchas especies fósiles que por su parecido físico con los Hyracoideos, fueron bautizadas erróneamente como pertenecientes a estos (con el nombre de hiracoidos). 
| Tetiterios | \| \| Proboscídeos \| \| \| \| \| \| Sirenios \| \| \| \| |
|            | \| \| Proboscídeos \| \| \| \| \| \| Sirenios \| \| \| \| |
|            | Proboscídeos                                              |
|            |                                                           |
|            | Sirenios                                                  |
|            |                                                           |

|  | Proboscídeos |
|  |              |
|  | Sirenios     |
|  |              |

## Características
Los damanes conservan o han vuelto a desarrollar una serie de características de mamíferos primitivos; en particular, tienen una regulación interna de la temperatura poco desarrollada, que compensan mediante una termorregulación conductual, como acurrucarse juntos y tomar el sol.
A diferencia de la mayoría de los otros animales que ramonean y pastan, no utilizan los incisivos en la parte frontal de la mandíbula para cortar hojas y pasto; más bien, utilizan los molares al costado de la mandíbula. Los dos incisivos superiores son grandes y parecidos a colmillos, y crecen continuamente durante la vida, de forma similar a los de los roedores. Los cuatro incisivos inferiores son "dientes de peine" profundamente ranurados. Se produce un diastema entre los incisivos y los dientes de las mejillas. La fórmula dental de los damanes es {\displaystyle {\tfrac {1.0.4.3}{2.0.4.3}}}
Aunque no son rumiantes, los damanes tienen estómagos complejos con múltiples cámaras que permiten a las bacterias simbióticas descomponer materiales vegetales resistentes, pero su capacidad general para digerir fibra es menor que la de los ungulados. Sus movimientos mandibulares son similares a los de la acción de rumiar pero el daman es físicamente incapaz de regurgitar como en los ungulados de uñas pares y algunos de los macrópodos. Este comportamiento de masticación puede ser una forma de comportamiento agonístico cuando el animal se siente amenazado.
El daman no construye guaridas, como lo hacen la mayoría de los roedores y mamíferos parecidos a los roedores, sino que a lo largo de su vida busca refugio en agujeros existentes de gran variedad en tamaño y configuración.
Los damanes habitan en terrenos rocosos en el África subsahariana y el Medio Oriente. Sus patas tienen almohadillas gomosas con numerosas glándulas sudoríparas, que pueden ayudar al animal a mantener el agarre cuando se mueve rápidamente por superficies rocosas y empinadas. Los damanes tienen dedos rechonchos con uñas en forma de pezuñas. Tienen cuatro dedos en cada pata delantera y tres en cada pata trasera. También tienen riñones eficientes, que retienen agua para poder sobrevivir mejor en ambientes áridos.
Las hembras de damanes dan a luz hasta cuatro crías después de un período de gestación de 7 a 8 meses, según la especie. Las crías son destetadas entre 1 y 5 meses de edad y alcanzan la madurez sexual entre los 16 y 17 meses.
Los damanes viven en pequeños grupos familiares, con un solo macho que defiende agresivamente el territorio de sus rivales. Cuando el espacio vital es abundante, el macho puede tener acceso exclusivo a múltiples grupos de hembras, cada uno con su propio área de distribución. Los machos restantes viven vidas solitarias, a menudo en la periferia de áreas controladas por machos más grandes, y se aparean sólo con hembras más jóvenes.
Los damanes tienen mioglobina altamente cargada, lo que se ha inferido que refleja una ascendencia acuática.

### Similitudes con Proboscidea y Sirenia
Los damanes comparten varias características inusuales con los órdenes de mamíferos Proboscidea (elefantes y sus parientes extintos) y Sirenia (manatíes y dugongos), lo que ha resultado en que todos ellos se incluyan en el taxón Paenungulata. Los damanes machos carecen de escroto y sus testículos permanecen escondidos en la cavidad abdominal junto a los riñones, al igual que los de los elefantes, manatíes y dugongos. Las hembras de damanes tienen un par de pezones cerca de las axilas, así como cuatro pezones en la ingle (área inguinal); los elefantes tienen un par de pezones cerca de las axilas, y los dugongos y manatíes tienen un par de pezones, cada uno ubicado cerca de cada una de las aletas delanteras. Los colmillos de los damanes se desarrollan a partir de los dientes incisivos al igual que los colmillos de los elefantes; la mayoría de los colmillos de los mamíferos se desarrollan a partir de los caninos. Los damanes, al igual que los elefantes, tienen uñas aplanadas en las puntas de los dedos, en lugar de las garras alargadas y curvas que suelen verse en los mamíferos.

## Taxonomía
Según los estudios de Martin Pickford et al. en 1997, David Tab Rasmussen et al. en 2010, y otros:
- Orden: Hyracoidea Huxley, 1869

- Suborden: Pseudhippomorpha Whitworth, 1954 †

- Rukwalorax Stevens, O’Connor, Roberts & Gottfried, 2009

- Familia: Namahyracidae Pickford, 2015

- Dimaitherium Barrow, Seiffert & Simons, 2010
- Namahyrax Pickford, Senut, Morales, Mein & Sanchez, 2008
- Seggeurius Crochet, 1986

- Familia: Geniohyidae Andrews, 1906

- Geniohyus Andrews, 1904
- Bunohyrax Schlosser, 1910
- Pachyhyrax Schlosser, 1910
- Brachyhyrax Pickford, 2004

- Familia: Titanohyracidae Matsumoto, 1922

- Titanohyrax Matsumoto, 1922
- Antilohyrax Rasmussen & Simons, 2000
- Afrohyrax Pickford, 2004
- Rupestrohyrax Pickford, 2015

- Suborden: Procaviamorpha Whitworth, 1954

- Familia: Saghatheriidae Andrews, 1906 †

- Microhyrax Sudre, 1979
- Saghatherium Andrews & Beadnell, 1902
- Selenohyrax Rasmussen & Simons, 1988
- Thyrohyrax Meyer, 1973
- Megalohyrax Andrews, 1903
- Regubahyrax Pickford, 2009

- Familia: Pliohyracidae Osborn, 1899 †

- Meroehyrax Whitworth, 1954
- Prohyrax Stromer, 1924
- Parapliohyrax Lavocat, 1961
- Pliohyrax Osborn, 1899
- Kvabelihyrax Gabunia & Vekua, 1966
- Hengduanshanhyrax Chen, 2003
- Sogdohyrax Dubrovo, 1978
- Postschizotherium von Koenigswald, 1932

- Familia: Procaviidae Thomas, 1892

- Heterohyrax Gray, 1868
- Dendrohyrax Gray, 1868
- Procavia Storr, 1780
- Gigantohyrax Kitching, 1965 †
- Rupestrohyrax Pickford, 2015 †

## Referencias bíblicas

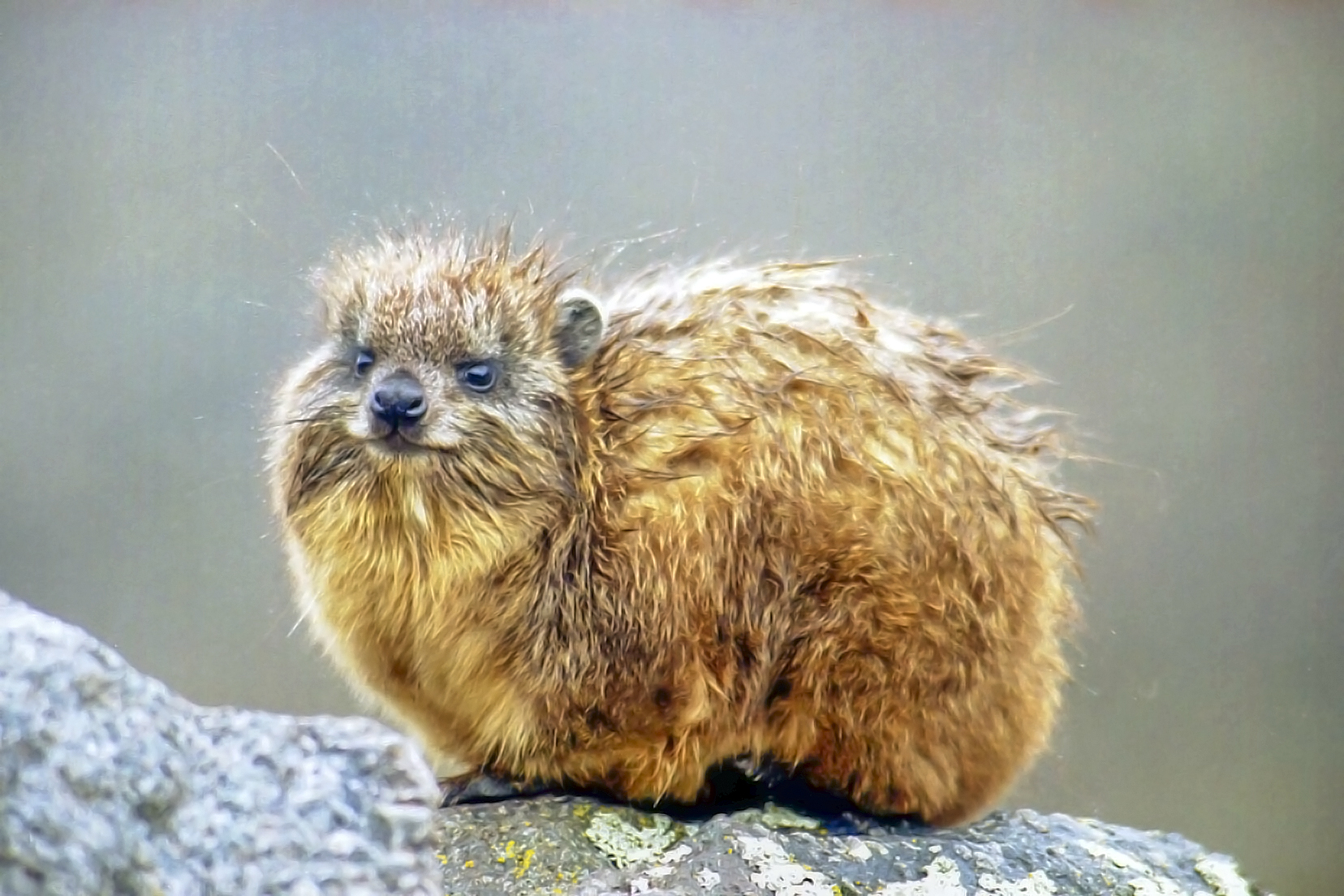
Hyrax joven en el Monte Kenia